# Ingolsheim
Ingolsheim é uma comuna francesa na região administrativa de Grande Leste, no departamento Baixo Reno. Estende-se por uma área de 4,46 km². Em 2010 a comuna tinha 338 habitantes (densidade: 75,8 hab./km²).